# Vương quốc Tunjur
Vương quốc Tunjur là một vương quốc thời tiền thuộc địa ở vùng Sahel tại châu Phi, tồn tại từ giữa thế kỷ 15 đến đầu thế kỷ 17. Người Tunjur đã thay thế Vương quốc Daju ở Darfur, sau khi di cư từ phía bắc đến khu vực này vào thế kỷ XV. Các nhà sử học vẫn chưa thống nhất đây có phải là một nước Hồi giáo hay không dù đã có nhiều dấu hiệu chịu ảnh hưởng từ tôn giáo này.  Đến thế kỷ 17, Vương quốc Tunjur được kế tục bởi Vương quốc Hồi giáo Darfur. Cuối cùng, hầu hết người Tunjur đã đồng hóa với các dân tộc khác trong khu vực.

## Thành lập
Biên niên sử địa phương cho rằng người sáng lập triều đại Tunjur đã trở thành "vua trên đảo Sennar". Nguồn gốc của nhà nước Tunjur không được biết đến nhiều. Dù vậy, Vương quốc Tunjur đã thay thế Vương quốc Daju ở Darfur, sau khi người Tunjur di cư từ phía bắc đến vùng Darfur vào thế kỷ XV. Cuộc di cư của họ đại diện cho một cuộc di cư thứ hai của người Berber đến khu vực này. Những quốc gia này có thể cùng tồn tại trong một thời gian, với sự cai trị của Tunjur ở phía bắc và Daju ở phía nam, trước khi người Tunjur thay thế hoàn toàn triều đại trước đó. Lãnh thổ do người Tunjur cai trị nằm ở Sudan ngày nay, và ảnh hưởng của họ cũng mở rộng sang Tchad.

## Văn hóa
Người Tunjur có lẽ là những người Berber bị Ả Rập hóa, và nói tiếng Ả Rập. Họ tuyên bố kế thừa di sản của bộ tộc Banu Hilal. Tuy nhiên, ban đầu họ hoàn toàn là người theo Kitô giáo sau khi cuộc di cư kết thúc. Không có dấu vết của ngôn ngữ riêng của họ tồn tại. Toàn bộ lịch sử truyền miệng của người Tunjur đều được quy cho một người duy nhất tên là Shau Dorsid theo một cách khác thường.
Xã hội ở Darfur thay đổi mạnh mẽ do ảnh hưởng của triều đại Tunjur. Sưu dịch được tổ chức bởi nhà nước non trẻ, thương mại tầm xa bắt đầu, và Hồi giáo được chấp nhận một phần.
Kiến trúc Tunjur thu hút ảnh hưởng từ phong cách Berber và Tora. Có một nhà thờ Hồi giáo bằng đá, công trình Hồi giáo đầu tiên ở Darfur tại thành phố Uri, thủ đô đầu tiên của vương quốc. Điều này có thể cho thấy rằng Hồi giáo đã được chấp nhận là tôn giáo chính thức. Tuy nhiên, có lẽ, nhà vua giữ một địa vị thần thánh. Thành phố được xây dựng theo kiến trúc Fur.
Vai trò của Hồi giáo trên lãnh thổ Vương quốc Tunjur, và trước đó là triều đại Daju cai trị, vẫn không đáng kể cho đến cuối thế kỷ 16. Không có tài liệu nào còn sót lại cho quá trình Hồi giáo hóa được biết đến từ thời kỳ Daju trước đó.

## Triều đại Tunjur
Đến đầu thế kỷ 16, Vương quốc Tunjur đã cai trị Darfur và Wadai. Các thủ phủ (trong lịch sử) của vương quốc đều nằm ở phía bắc Darfur. Các thành phố Uri và Ain Farah có vai trò quan trọng. Uri, thủ đô ban đầu, là điểm giao của hai tuyến đường thương mại lớn. Nhiều khả năng các thương nhân Ai Cập đã giao dịch với người Tunjur. Các tuyến xe lưu động và các tuyến đường sông trước đó qua Nubia cho phép giao thương đường dài. Vương quốc này xuất khẩu nô lệ, vàng, lạc đà, sừng tê giác, ngà voi, lông đà điểu, me và natron. Theo sách sử Ai Cập, thương mại nằm dưới sự kiểm soát chặt chẽ của hoàng gia. Không rõ vương quốc Tunjur có phải là một quốc gia Hồi giáo hay không. Chế độ nô lệ khá phổ biến trong khu vực, và người Tunjur cũng tham gia vào việc nô dịch các dân tộc khác.

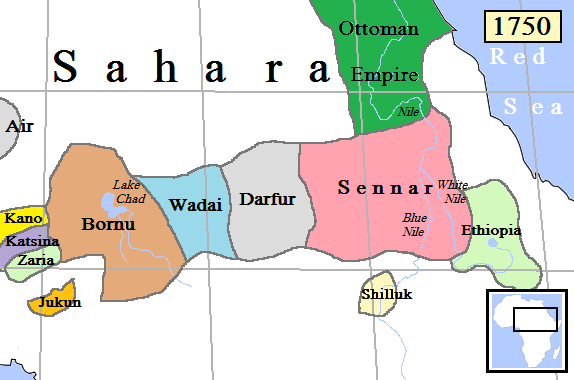
Bản đồ Trung-Đông Phi sau khi Vương quốc Tunjur sụp đổ. Các vùng đất do triều đại Tunjur cai trị được phân chia giữa các quốc gia Wadai và Darfur.

### Sụp đổ
Vương quốc Tunjur được kế tục bởi Vương quốc Hồi giáo Darfur. Người Fur và triều đại Keira của họ đã thay thế người Tunjur trong khoảng những năm 1650.  Trong khi đó, một triều đại địa phương của người Maba đã thay thế sự cai trị của người Tunjur ở Wadai bằng cách nổi dậy và trục xuất người Tunjur. Vương quốc Tunjur có thể đã sụp đổ sớm nhất là vào năm 1611 hoặc 1635.
Một nhánh của triều đại Tunjur ở Wadai cũng bị lật đổ bởi một liên minh của người Ả Rập và người Maba.
Cuối cùng, hầu hết người Tunjur đã đồng hóa với các dân tộc khác trong khu vực.